# Camila Giorgi
Camila Giorgi (Macerata, 30 de desembre de 1991) és una tennista professional italiana d'ascendència argentina. Ha guanyat dos títols del circuit WTA.

## Biografia
Giorgi va néixer a Macerata (Itàlia), filla de Sergio Giori, emigrant argentí, i Claudia, dissenyadora de moda que s'encarrega de dissenyar la roba esportiva que vesteix Camila en els partits de disputa, un model diferent per cada partit. És la segona de quatre germans: Leandro, Amadeus i Antonela. El seu pare és el seu entrenador des de l'inici de la seva carrera.

## Carrera
Inicialment va practicar diversos esports com la gimnàstica artística i el tennis, però es va decantar per aquest darrer després d'assistir a un entrenament del seu germà gran. Va començar a entrenar amb el seu pare, però el 2000, el famós entrenador Nick Bollettieri li va oferir set mesos d'entrenament en la seva acadèmia, ja que tenia molta projecció.
Va debutar professionalment l'any 2006 en torneigs menors del circuit ITF sense resultats destacats. El 2008 es va traslladar a França amb la seva família i va aconseguir els primers bons resultats que li van permetre entrar en la qualificació d'un gran torneig WTA com Roma. En el 2009 va disputar diverses qualificacions per entrar a torneigs del circuit WTA sense resultats positius. El seu rendiment va millorar progressivament i va aconseguir el primer títol en el circuit ITF a Katowice, i el segon a Toronto. En el 2010 traslladà la seva residència a Miami (Estats Units) i fou finalista a Bratislava. També va entrar en la primera qualificació per un Grand Slam (US Open), i va guanyar el torneig de Rock Hill. En el 2011 fou finalista a Raleigh i la setmana següent es va imposar a Carson. En el juny va superar la qualificació de Wimbledon entrant per primera vegada en el quadre principal d'un Grand Slam, però va perdre en primera ronda en mans de Tsvetana Pironkova. En el 2012 va disputar diversos torneigs del circuit WTA, també va superar la qualificació de Wimbledon aconseguint també la primera victòria davant Flavia Pennetta en primera ronda i va avançar fins a la quarta ronda. Ja dins el Top 100 del rànquing individual, va aconseguir assentar-se en el circuit WTA amb alguna victòria destacada i disputant els quatre torneigs de Grand Slam, destacant la quarta ronda de l'Open dels Estats Units.
La temporada 2014 va marcar un punt d'inflexió en la seva carrera. Per primera vegada va disputar una ronda de la Copa Federació amb l'equip italià, principal candidat al títol en aquesta època. A l'abril es va classificar per la final de Katowice però fou superada per Alizé Cornet en tres sets i desaprofitant un punt de partit a favor. A final d'any també fou finalista a Linz en ser derrotada per Karolína Plíšková en la final. Va acabar la temporada en la posició 35 del rànquing individual i amb la sorpresa de 8−3 victòries sobre tennistes del Top 20.

## Palmarès

### Individual: 8 (4−5)
| 2009 − 2020             | Després de 2021 |
| ----------------------- | --------------- |
| Grand Slam (0−0)        |                 |
| WTA Finals (0−0)        |                 |
| Premier Mandatory (0−0) | WTA 1000 (1−0)  |
| Premier 5 (0−0)         | WTA 1000 (1−0)  |
| Premier (0−0)           | WTA 500 (0−0)   |
| International (2−6)     | WTA 250 (1−0)   |

| Títols per superfície |
| --------------------- |
| Dura (3−6)            |
| Gespa (1−0)           |
| Terra batuda (0−0)    |

| Resultat   | Núm. | Data                 | Torneig                         | Superfície | Oponent               | Marcador            |
| ---------- | ---- | -------------------- | ------------------------------- | ---------- | --------------------- | ------------------- |
| Finalista  | 1.   | 13 d'abril de 2014   | Katowice, Polònia               | Dura (i)   | Alizé Cornet          | 6−7(3), 7−5, 5−7    |
| Finalista  | 2.   | 12 d'octubre de 2014 | Linz, Àustria                   | Dura (i)   | Karolína Plísková     | 7−6(4), 3−6, 6−7(5) |
| Finalista  | 3.   | 12 d'abril de 2015   | Katowice (2)                    | Dura       | A.K. Schmiedlová      | 4−6, 3−6            |
| Guanyadora | 1.   | 14 de juny de 2015   | 's-Hertogenbosch, Països Baixos | Herba      | Belinda Bencic        | 7−5, 6−3            |
| Finalista  | 4.   | 10 d'abril de 2016   | Katowice (3)                    | Dura       | Dominika Cibulková    | 4−6, 0−6            |
| Guanyadora | 2.   | 14 d'octubre de 2018 | Linz                            | Dura (i)   | Ekaterina Alexandrova | 6−3, 6−1            |
| Finalista  | 5.   | 4 d'agost de 2019    | Washington DC, Estats Units     | Dura       | Jessica Pegula        | 2−6, 2−6            |
| Finalista  | 6.   | 24 d'agost de 2019   | Bronx, Estats Units             | Dura       | Magda Linette         | 7−5, 5−7, 4−6       |
| Guanyadora | 3.   | 15 d'agost de 2021   | Mont-real, Canadà               | Dura       | Karolína Plísková     | 6−3, 7−5            |
| Guanyadora | 4.   | 26 de febrer de 2023 | Mérida, Mèxic                   | Dura       | Rebecca Peterson      | 7−6(3), 1−6, 6−2    |

## Trajectòria

### Individual
| Open d'Austràlia | A   | A   | A    | 1R          | 2R          | 3R          | 1R    | 1R          | 2R          | 3R          | 3R          | 2R    | 3R    | 3R | 1R | 0 / 12    | 13 − 12   |
| Roland Garros | A   | A   | Q3   | 1R          | 2R          | 2R          | 2R    | 1R          | 3R          | A           | 1R          | 2R    | 4R    | 2R |    | 0 / 10    | 10 − 10   |
| Wimbledon | A   | 1R  | 4R   | 3R          | 2R          | 3R          | 1R    | 3R          | QF          | 1R          | NC          | 2R    | 1R    | 1R |    | 0 / 12    | 15 − 12   |
| US Open | Q1  | Q2  | 1R   | 4R          | 1R          | 2R          | 1R    | 1R          | 2R          | 1R          | 2R          | 1R    | 2R    | 1R |    | 0 / 12    | 7 − 12    |
| Jocs Olímpics | NC  | NC  | A    | No celebrat | No celebrat | No celebrat | A     | No celebrat | No celebrat | No celebrat | No celebrat | QF    | NC    | NC |    | 0 / 1     | 3 – 1     |
| Total Victòries−Derrotes                                                                                                   | 0−0 | 0−1 | 6−10 | 8−11        | 27−19       | 25−21       | 15−19 | 15−13       | 29−16       | 13−13       | 11−9        | 24−17 | 16−16 |    |    | 201 – 176 | 201 – 176 |
| Rànquing a final d'any | 244 | 149 | 79   | 93          | 35          | 34          | 83    | 79          | 26          | 98          | 75          | 34    | 67    |    |    |           |           |
| Llegenda: G: Guanyadora; F: Finalista; SF: Semifinalista; QF: Quarts de final; Q: Qualificació; A: Absent; RR: Round Robin |     |     |      |             |             |             |       |             |             |             |             |       |       |    |    |           |           |